# The Sims 2: Nattliv
The Sims 2: Nattliv (engelska: The Sims 2: Nightlife) är det andra expansionspaketet till The Sims 2. Spelet släpptes den 15 september 2005 i Sverige. Nattliv liknar till stor del Hot Date till det tidigare originalspelet The Sims, och går ut på att festa loss i nattlivets värld. Man kommer också att kunna lägga till ett centrum till kvarteret. 

## Nya funktioner
- Simmarna kommer att ha möjlighet att gå ut på dejter. Det finns också ett dejtingsystem som ger betyg efter hur lyckad dejten blir. Om man har gott om pengar kan man betala en spåkvinna att hitta dejt till en sim. Om man har en riktig drömdejt kan dejten komma förbi dagen efter och ge lämna en bukett med rosor, men om dejten blir misslyckad kan det dyka upp en brinnande hundbajspåse utanför dörren.
- Det är nu möjligt att åka på utflykter. De liknar dejting förutom att utflykter brukar ske mellan familjer och vänner. Om utflykten blir lyckad kan simmen få en present från en familjemedlem eller vännen som tack.
- Vampyrer kommer nattetid till nattklubbarna. För att bli en vampyr måste en sim bli biten av en annan vampyr. Vampyrer tål inte solljus och måste ligga i en kista under dagarna. Om de är ute i solljus förvandlas de till aska och dör.
- En ny egenskap, njutningssim, finns tillgänglig. Simmar med den egenskapen är lekfulla, festgalna och vill få ut det mesta av livet. Deras högsta önskan är ofta att gå på 50 drömdejter.
- Ett attraktionssystem har införts, vilket innebär att simmarna kan attraheras av varandra. Attraktion kan förändras över tiden och alla simmar har olika smak. Varje sim har preferenser på vad som är tändande och avtändande, varvid det är spelarna som bestämmer preferenserna.